# Földközi-tengeri vakond
A földközi-tengeri vakond vagy vak vakond (Talpa caeca) az emlősök (Mammalia) osztályának Eulipotyphla rendjébe, ezen belül a vakondfélék (Talpidae) családjába tartozó faj.
A régebbi hagyományos rendszerbesorolások a rovarevők (Insectivora) rendjébe sorolták.

## Előfordulása
A földközi-tengeri vakond elsősorban ott fordul elő, ahonnan a közönséges vakond hiányzik. Európa déli részén a következő országokban honos: Bosznia-Hercegovina, Észak-Macedónia, Franciaország, Svájc, Olaszország, San Marino, Szerbia, Montenegró, Monaco, Albánia és Görögország.

## Alfajai
- Talpa caeca augustana Capolongo & Panasci, 1978
- Talpa caeca caeca Savi, 1822
- Talpa caeca hercegovinensis Bolkay, 1925
- Talpa caeca steini Grulich, 1971

## Megjelenése
A földközi-tengeri vakond külsőre nagyon hasonlít a közönséges vakondra, valamivel kisebb termetű; körülbelül 11,3-14 centiméter. Orra hosszabbnak és keskenyebbnek tűnik. Szeme gyakran, de nem mindig rejtett.